# ОК-МЛ1
ОК-МЛ1, Изделие 0.04 (4М, 11Ф35 МЛ1) — полномасштабный макет орбитального корабля «Буран», применялся для габаритных и весовых примерочных испытаний. Был доставлен на космодром Байконур в декабре 1983 года.
После прекращения работ макет находился на космодроме Байконур, на открытой площадке для огневых испытаний рядом с монтажно-испытательным корпусом (площадка № 254). В январе 2007 года, после мародёрства, ОК-МЛ1 с помощью транспортного агрегата был перевезён на открытую площадку № 2 и размещён на охраняемой стоянке рядом с Музеем космодрома. Макету был придан вид летавшего в космос «Бурана».

### Задачи
Макет использовался для:
- примерки технологического оборудования в составе ракета-носителя (РН) на технической позиции;
- комплексной отработки технологии подготовки к лётным испытаниям;
- комплексной отработки технологии предстартовой подготовки на стартовом комплексе.